# Hans Peter L’Orange

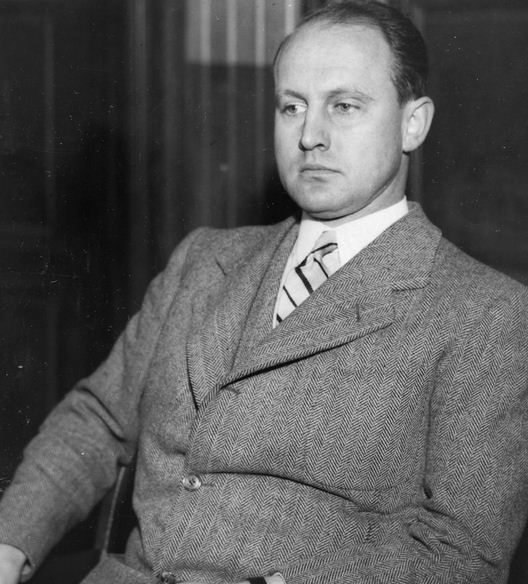
Hans Peter L’Orange um 1930

Hans Peter L’Orange (geboren am 2. März 1903 in Oslo; gestorben am 5. Dezember 1983 ebenda) war ein norwegischer Klassischer Archäologe und Kunsthistoriker.

## Leben und Karriere
Hans Peter L’Orange entstammte einer Offiziersfamilie, sein Großvater Hans Peter L’Orange (1835–1907) war Oberkommandierender der norwegischen Streitkräfte, sein Vater war der Generalmajor Hans Wilhelm L’Orange (1868–1950). Seine Mutter war dessen Frau Regine Amalie Gulbranson (1879–1949). Er wuchs im damals noch Kristiania genannten Oslo auf und absolvierte nach dem Examen artium im Jahr 1921, das ihm den Zugang zu den Universitäten eröffnete und der allgemeinen Hochschulreife entsprach, ein Jahr an der Militärakademie. Im Anschluss studierte er Kunstgeschichte und Altgriechisch. Er hörte unter anderem an der Universität München bei Heinrich Wölfflin, einem der wichtigsten Vertreter des kunsthistorischen Formalismus. Nach dem Magisterexamen im Jahr 1927 folgte 1933 die Promotion an der Universität Oslo mit der Arbeit „Studien zur Geschichte des spätantiken Porträts“.
Ende der 1920er Jahre siedelte er nach Rom über, von wo er bis zum Ausbruch des Zweiten Weltkriegs regelmäßig Nachrichten über Benito Mussolini und die Entwicklung der italienischen Gesellschaft während der Zeit des Faschismus für die norwegische Zeitung Aftenposten schrieb. Während dieser Zeit war er von 1930 bis 1936 Universitätsstipendiat. Zusammen mit dem Bauforscher Armin von Gerkan, der die Architektur bearbeitete, veröffentlichte er 1939 seine zweite wichtige und grundlegende Arbeit „Der spätantike Bildschmuck des Konstantinbogens“. Im Jahr 1942 erfolgte die Berufung auf den Lehrstuhl für Klassische Archäologie an der Universität Oslo, den er bis zu seiner Emeritierung 1973 innehatte. Gastprofessuren führten ihn 1950 an die Dumbarton Oaks Library in Washington, D.C. und 1966/67 an die Johns Hopkins University in Baltimore.

## Forschung und Wirken
Während seiner Forschungen an der langobardischen Kirche Santa Maria in Valle, dem sogenannten Tempietto longobardo, in Cividale del Friuli erkannte er die Notwendigkeit, den norwegischen Forschungen in Italien einen festen Ort als Basis zu geben. So wurde 1959 auf seine Initiative hin Det norske institutt i Roma („Norwegisches Institut in Rom“) als eine Einrichtung der Universität Oslo gegründet und bezog ein Appartement am Corso Vittorio Emanuele II, bevor es 1962 in eine Villa in der Via XXX Aprile auf dem Gianicolo in Trastevere verlegt wurde. Von 1959 bis 1973 war Hans Peter L’Orange der Leiter des Instituts und prägte auf diesem Weg Generationen norwegischer Geisteswissenschaftler.
L’Oranges Forschungen waren zeitlebens dem Übergang der spätantiken Kunst zur Kunst des Mittelalters gewidmet. Mit seinem formalistischen Ansatz stand er ganz in der Tradition Alois Riegls, der den Begriff Spätantike maßgeblich geprägt hatte, und der archäologischen Hermeneutik Carl Roberts. Grundlagen objektiver Kunsterfassung – richtiges Sehen, vorurteilsfreies Betrachten des Objekts, korrekte Beschreibung – versuchte er anhand dieses Spannungsfeldes der Übergangskunst zu entwickeln, um der Kunstbetrachtung den Zugang zum hinter der Kunst wirkenden Kunstwollen zu öffnen. Ganz an Wölfflin anknüpfend, äußerte sich das Ergebnis in der Entwicklung von begrifflichen Gegensatzpaaren, die die Perioden des Kunstwollens kontrastieren sollen und etwa in dem Essayband von 1943 „Fra antikk til middelalder. Fra legeme til symbol“ – „Von der Antike zum Mittelalter. Vom Körper zum Symbol“ von L’Orange vorgelegt wurden. Das spätantike Porträt war ihm ein wichtiger Schlüssel.
Doch wandte er sich auch anderen Bereichen antiken und frühmittelalterlichen Kunstschaffens zu, etwa dem hellenistischen und römischen Herrscherkult, den Skulpturen von Sperlonga, den spätantiken Mosaiken.

## Ehrungen
Bereits 1940 erhielt Hans Peter L’Orange die Fridtjof Nansens belønning der historisch-philologischen Klasse für herausragende Forschung. Für seine Untersuchungen zur Kirche Santa Maria in Valle in Cividale wurde er Ehrenbürger der Stadt, für seine wissenschaftlichen Leistungen wurde ihm 1969 der Norsk kulturråds ærespris („Ehrenpreis des norwegischen Kulturrats“) verliehen. Die Königlich Norwegische Wissenschaftliche Gesellschaft zeichnete ihn 1970 mit der Gunnerus-Medaille, die Universität Kiel 1977 mit dem Henrik-Steffens-Preis aus.

## Schriften (Auswahl)
Eine Bibliographie der Schriften Hans Peter L’Oranges bis 1972 bietet: J. Robsahm in Hjalmar Torp (Hrsg.): Likeness and Icon. Selected Studies in Classical and Early Mediaeval Art. Odense University Press, Odense 1973, S. XVIII–XXIII.
- Mussolinis og Cæsarernes Rom i billeder fra reguleringen og de siste utgravninger. Oslo 1932.
- Studien zur Geschichte des spätantiken Porträts. Aschehoug, Oslo 1933.
- mit Armin von Gerkan: Der spätantike Bildschmuck des Konstantinsbogens. Gruyter, Berlin 1939.
- Fra antikk til middelalder, fra legeme til symbol. Tre kunsthistoriske essays. Dreyer, Oslo 1943.
- Apotheosis in Ancient Portraiture. Aschehoug, Oslo 1947.
- Keiseren på himmeltronen. Dreyer, Oslo 1949.
- Romersk idyll. Dreyer, Oslo/Kopenhagen 1952.
- mit Harry Fett: Fra oldtid til middelalder. Oslo 1954.
- Oldtidsslottet på Sicilia. Blad av min italienske skissebok. Dreyer, Oslo 1955.
- Fra principat til dominat. En kunst- og samfundshistorisk studie i den romerske keisertid. Aschehoug, Oslo 1958.
- mit Per Jonas Nordhagen: Mosaikk fra antikk til middelalder. Dreyer, Oslo 1958.
- Mot middelalder. Dreyer, Oslo 1963.
- Romerske keisere i marmor og bronse. Dreyer, Oslo 1967.
- Sentrum og periferi. Ni utvalgte essays. Dreyer, Oslo 1973.
- mit Hjalmar Torp: Il tempietto longobardo di Cividale. Zwei Bände. Bretschneider, Rom 1977–79.
- mit Thomas Thiis-Evensen: Oldtidens bygningsverden: Dreyer, Oslo 1978.
- Studies on the iconography of cosmic kingship in the ancient world. 1982. Caratzas, New Rochelle, NY 1982, ISBN 0-89241-150-3.
- Das spätantike Herrscherbild von Diokletian bis zu den Konstantin-Söhnen, 284–361 n. Chr. (= Das römische Herrscherbild. III. Abteilung, Band 4). Mann, Berlin 1984, ISBN 3-7861-1374-2.
- Essays, herausgegeben von Kristin Bliksrud Aavitsland. Dreyer, Oslo 1996, ISBN 82-504-2311-9.